# Webley-Mars
La pistola Webley-Mars, o, più semplicemente, pistola Mars, è stato uno dei primi esempi di pistola semiautomatica, costruita in piccola serie nel Regno Unito a cavallo tra il XIX e il XX secolo e rivelatosi un totale insuccesso.

## Storia
L'arma venne ideata e sviluppata da Hugh Gabbet-Fairfax (1849 - 1920), su incarico della fabbrica d'armi britannica Webley & Scott, che richiedeva una pistola per uso militare, nuova e molto potente, da proporre per l'adozione al British Army. Il progetto iniziale venne brevettato nel 1898 ed era incentrato sul raggiungimento della massima potenza possibile al tempo, dopo di che la ditta si occupò della realizzazione dei primi prototipi.
Dopo un lungo sviluppo, i prototipi finali vennero provati nel 1902 dagli incaricati dell'esercito e giudicati assolutamente insoddisfacenti (un militare riferì che "No one who fired once with the pistol wished to shoot it again", "Nessuno che abbia sparato una volta con la pistola vorrebbe spararci ancora"), per cui la Webley perse ogni interesse nel progetto. Gabbet-Fairfax fondò allora il Mars Automatic Pistol Syndicate a Birmingham, un consorzio di piccoli armaioli per la produzione in serie della versione definitiva dell'arma, la quale iniziò nel 1905. L'ingombrante e pesante pistola veniva prodotta in tre diversi calibri per quattro diversi munizionamenti, tutti appositamente concepiti e realizzati, estremamente potenti per l'epoca e che provocavano un fortissimo rinculo e una notevole vampa; in particolare, la velocità alla volata per l'8,5 mm Mars era di ben 1 750 piedi al secondo (530 m/s), il doppio rispetto alla media dei tempi, tanto che questa pistola venne considerata l'arma corta più potente fino all'avvento del .44 Magnum nel 1955.
Il funzionamento dell'inconsueto meccanismo di riarmo era diverso da tutte le altre pistole coeve e prevedeva che l'espulsione del bossolo sparato e il caricamento della nuova cartuccia avvenissero sul retro, fuori dall'arma (per cui il bossolo poteva colpire il volto del tiratore), in modo da aumentare la lunghezza disponibile della canna e quindi l'energia del proiettile. La pistola, molto complicata, presentava però problemi irrisolvibili, per cui il consorzio e il progettista, che vi aveva investito la propria fortuna, fallirono nel 1907 dopo che, compresi i dodici prototipi, erano stati costruiti un'ottantina di esemplari in tutto, nessuno perfettamente identico all'altro, anche se ne è stato rinvenuto uno con il numero di matricola 195. Sembra addirittura che nessuna pistola sia mai stata venduta, in quanto nessun esemplare conosciuto reca i marchi di un banco di prova ufficiale, dal 1868 obbligatori per tutte le armi in vendita secondo la legge britannica.
Dopo oltre un secolo, i rarissimi esemplari superstiti sono considerati ambitissimi pezzi da collezione.

## Nella cultura di massa
L'arma è citata nel romanzo storico La caduta dei giganti (2010) dello scrittore britannico Ken Follet, ambientato nei primi decenni del XX secolo:
- "Non c’è neanche bisogno di premere il grilletto con quella... basta sventolarla sotto il naso a qualcuno per farlo morire di paura."»
()
Compare inoltre nel videogioco Battlefield 1, ambientato nella prima guerra mondiale.